# Nuit des longs couteaux (Québec)
Pour les articles homonymes, voir Nuit des Longs Couteaux (homonymie).
Au Québec, la nuit des longs couteaux est un terme utilisé par les nationalistes et indépendantistes québécois en référence à la soirée du 4 novembre 1981 au moment où le premier ministre du Canada, Pierre Elliott Trudeau, fait accepter son projet du rapatriement de la Constitution du Canada aux premiers ministres provinciaux, à l'insu du premier ministre du Québec, René Lévesque, qui dormait à Hull.
Dans le Canada anglophone et chez les fédéralistes québécois, le même événement de cette « soirée du rapatriement » est appelé le kitchen accord (en français, l’ « Accord de la cuisine »), puisque les négociations ont débuté dans une petite cuisine attenante aux locaux de la délégation fédérale du Centre de conférences du gouvernement, situé en face de l'hôtel Château Laurier à Ottawa où étaient hébergés certains des premiers ministres concernés.

## Origine de l'expression
La phrase fait référence à la Nuit des longs couteaux, survenue en Allemagne en 1934, durant laquelle des personnes menaçant le statut politique d'Adolf Hitler ont été écartées des hautes sphères du parti nazi et, pour la plupart, assassinées. Des commentateurs québécois des négociations constitutionnelles canadiennes de 1981, principalement les indépendantistes et  les nationalistes, ont rapidement utilisé cette expression au lendemain de l'entente conclue au cours de la soirée du 4 novembre 1981 par le gouvernement fédéral et des gouvernements provinciaux sans la participation du gouvernement québécois, et donc considérée comme une trahison puisque les sept autres provinces dissidentes au projet fédéral sur le rapatriement de la Constitution du Canada avaient conclu un accord de solidarité avec le Québec jusque-là pour former le front commun du Groupe des huit.
Rappelons qu’auparavant, à la fin de la matinée du 4 novembre 1981, René Lévesque avait donné son accord à la proposition du fédéral sur le référendum national sans consulter les sept autres provinces dissidentes du Groupe des huit. Il revenait ainsi sur un accord signé le 16 avril 1981 concernant la formule de modification dite de Vancouver qui exclut explicitement la disposition référendaire qu’un grand nombre de provinces jugeaient incompatible avec le système fédéral canadien. Les premiers ministres qui faisaient partie du Groupe des huit premiers ministres dissidents avec René Lévesque crurent que celui-ci se dissociait du groupe et qu’il les libérait de leur front commun parce qu’il avait accepté rapidement sans les consulter la proposition de référendum du fédéral.

## Le problème constitutionnel
En 1981, le Canada conservait certains liens constitutionnels avec le Royaume-Uni : l'Acte de l'Amérique du Nord britannique, en application depuis le 1er juillet 1867, n'était encore qu'une loi du Parlement de Londres. Pierre Elliott Trudeau souhaitait mettre fin à cette tutelle en rapatriant la Constitution du Canada du Royaume-Uni. Ce rapatriement était au centre d'une importante dispute opposant les premiers ministres provinciaux et Trudeau.
Un groupe appelé le « Groupe des huit » ((en) Gang of Eight), composé de tous les premiers ministres provinciaux, sauf Bill Davis (Ontario) et Richard Hatfield (Nouveau-Brunswick), ont soumis le 16 avril 1981 un plan de constitution, appelé formule de Vancouver, ne comportant pas de charte des droits et libertés mais reconnaissant un droit de retrait avec pleine compensation financière et un droit de veto aux provinces pour certaines modifications constitutionnelles. Trudeau, qui tenait à incorporer sa charte des droits et libertés dans la nouvelle Constitution, menaça de recourir directement au Parlement du Royaume-Uni, sans passer par le système politique canadien qui exige le consentement des provinces.
Le groupe fit appel à la Cour suprême du Canada qui décida que le gouvernement fédéral était légalement autorisé à procéder à un rapatriement unilatéral de la Constitution du Canada, mais qu'il devait préférablement essayer de s'entendre avec un nombre « substantiel » de provinces. Le nombre fut volontairement laissé indéfini, mais Trudeau le situa arbitrairement entre cinq et neuf, ce qui mena à une rencontre entre Trudeau et tous les premiers ministres provinciaux à Ottawa, en novembre 1981.

## Les négociations
Après deux jours de discussions, Trudeau proposa le matin du 4 novembre 1981 de soumettre son projet de constitution à un référendum national pour sortir de l'impasse. René Lévesque accepta d'abord pour ensuite exprimer des réserves à la fin de la journée.
Les autres premiers ministres, pour leur part, sachant que les Canadiens étaient majoritairement d'accord avec le projet du premier ministre canadien, souhaitaient éviter un référendum, qui accorderait la victoire à celui-ci, victoire impliquant une limitation des pouvoirs des provinces.
À la fin de cette journée de négociations, René Lévesque partit dormir à Hull en demandant aux autres premiers ministres (qui logeaient tous à Ottawa, ville limitrophe de Hull) de l'appeler si quelque chose se passait.

## Exclusion du Québec
Ce jour-là, le procureur général Jean Chrétien négocie avec ses homologues de la Saskatchewan (Roy Romanow) et de l'Ontario (Roy McMurtry). Les premiers ministres provinciaux acceptent de renoncer à la compensation financière, alors que Chrétien, avec réserve, leur offre une disposition dérogatoire, soit une disposition qui permettrait aux provinces de soustraire certaines de leurs dispositions législatives aux exigences constitutionnelles.
Le soir du 4 novembre 1981, Davis accepte le compromis et dit à Trudeau qu'il devrait conclure l'entente. Trudeau accepte finalement le lendemain. Cet accord est connu au Canada anglophone et chez les fédéralistes québécois comme l’ « Accord de la cuisine », parce qu'il est né d'une discussion ayant débuté dans une petite cuisine attenante aux locaux de la délégation fédérale et à la salle du quatrième étage du Centre national des conférences à Ottawa.
Le matin suivant, René Lévesque, qui résidait à l'hôtel Plaza de la Chaudière à Gatineau, entre dans la suite du quatrième étage de l'hôtel Château Laurier pour le petit déjeuner du Groupe des huit premiers ministres et apprend alors qu'un projet d'entente, appelé proposition Peckford, est survenu durant la soirée précédente. Lévesque refuse catégoriquement de signer l'Accord constitutionnel du 5 novembre 1981 et quitte immédiatement la salle des conférences après son discours. Le Québec annonce le 25 novembre 1981 qu'il utilise dans un décret son droit de veto sur l'entente, mais le 6 décembre 1982 la Cour suprême du Canada entérine une décision de la Cour d'appel du Québec statuant que le Québec n'avait jamais possédé ce droit.

## Responsabilité du Québec
Dans La Régression tranquille du Québec (2018), l'ex-ministre péquiste Rodrigue Tremblay souligne que René Lévesque, par sa témérité et son absence de stratégie, porte sa part de responsabilité dans ce fiasco : « Il n'en demeure pas moins que le gouvernement Lévesque avait joué avec le feu en adoptant la stratégie fort risquée de se présenter à des négociations constitutionnelles comme « un gouvernement provincial parmi d'autres », et de surcroît, sans avoir en mains un mandat en bonne et due forme de la population du Québec pour participer à des négociations constitutionnelles de grande importance, et cela, après avoir vu sa propre option constitutionnelle rejetée par la population lors d'un référendum spécialement tenu à cet effet. » Selon Tremblay, Lévesque aurait dû refuser de participer à ces négociations, ou encore, il aurait dû réclamer publiquement un référendum pancanadien sur la nouvelle constitution, de la même façon qu'il avait lui-même soumis son projet de souveraineté à un référendum populaire.

## Les répercussions
Cet accord a permis à Pierre Elliott Trudeau de convaincre le Parlement britannique d'adopter la « Loi de 1982 sur le Canada » qui autorise le rapatriement de la Constitution du Canada, et ce, malgré le désaccord officiel du Québec, dont le droit de veto n'avait pas été reconnu sans équivoque par la Cour suprême du Canada.
La version trudeauiste de la constitution ainsi adoptée comporte une nouvelle charte des droits et libertés qui donne préséance aux droits individuels sur les droits collectifs, surtout en matière linguistique. Cette préséance aura pour effet de faire triompher la vision multiculturaliste du Canada chère à Trudeau, vision qui détrône les Canadiens francophones de leur statut de « peuple fondateur » du Canada (statut partagé avec les Canadiens anglophones dans un Canada biculturel) pour les considérer plus ou moins comme une culture canadienne minoritaire parmi d'autres, malgré la reconnaissance constitutionnelle de l'égalité des deux langues officielles française et anglaise au Canada et au Nouveau-Brunswick. De nombreuses décisions ultérieures rendues par la Cour suprême du Canada en vertu de la Charte canadienne des droits et libertés limiteront les pouvoirs du Québec, notamment en matière de langue dans l'éducation.
Plusieurs fédéralistes nationalistes et indépendantistes québécois ont perçu l'accord comme un coup de poignard de la part des premiers ministres des autres provinces. Comme l'écrivait l'ancien ministre péquiste Rodrigue Tremblay plus d'un quart de siècle plus tard : « Avec son coup de force contre le gouvernement Lévesque, c'est le Québec tout entier et la nation québécoise que le gouvernement Trudeau spoliait [...]. » Ainsi, l'accord constitutionnel, sans le consentement du Québec, a quelque peu contribué à faire chuter la popularité traditionnelle des libéraux au Québec pour favoriser la victoire de Brian Mulroney et du parti progressiste-conservateur à l'élection suivante (1984).
Aujourd'hui, le Québec n'a toujours pas signé la Loi constitutionnelle de 1982, même après plusieurs tentatives (échouées) de modifications, tels l'Accord du lac Meech (1987) et l'Accord de Charlottetown (1992) pendant l'ère de Brian Mulroney. Toutefois, l'absence d'adhésion du Québec à la Constitution du Canada n'a aucune conséquence juridique.